# Pierre Mauroy
« Mauroy » redirige ici. Pour les autres significations, voir Mauroy (homonymie).
« Mauroy » redirige ici. Pour l’article homophone, voir Maurois.
Pierre Mauroy, né le 5 juillet 1928 à Cartignies (Nord) et mort le 7 juin 2013 à Clamart (Hauts-de-Seine), est un homme d'État français. Il est député du Nord entre 1973 et 1992, maire de Lille de 1973 à 2001, Premier ministre de 1981 à 1984 et sénateur de 1992 à 2011.

## Situation personnelle

### Famille
Né en 1928 d'un père instituteur et d'une mère catholique pratiquante, Pierre Mauroy est l'aîné d'une famille de sept enfants. Son père installé à Haussy, il devient élève des lycées de Cambrai et du Cateau-Cambrésis, puis élève-professeur-stagiaire de l'École normale nationale d'apprentissage (ENNA) de Cachan. Il s'engage dès l'âge de dix-huit ans à la SFIO dans les Jeunesses socialistes et en devient, en 1950, le secrétaire national. En 1951, il fonde la Fédération nationale Léo-Lagrange, l'un des plus importants mouvements français d'éducation populaire.
Pierre Mauroy, alors étudiant en histoire, rencontre en 1948 Gilberte Deboudt (née le 25 janvier 1927 à Cambrai). Ils se marient le 12 mai 1951. Ils ont un fils, Fabien,.
Gilberte Mauroy meurt le 16 février 2022 à Lille, à l'âge de 95 ans.

### Carrière professionnelle
Il devient professeur d'enseignement technique à Colombes en 1952 et est élu en 1955 secrétaire général du syndicat des collèges d'enseignement technique de la Fédération de l'Éducation nationale (FEN). Il occupe cette fonction jusqu'en 1958 (à moins de trente ans) et est élu à la commission administrative nationale de la FEN où il soutient la tendance majoritaire dite alors « autonome » . Il est successivement secrétaire de sa commission Jeunesse-Culture (il est rapporteur de motions au congrès FEN de 1956), publie notamment un article sur le Haut Comité de la Jeunesse (où il siègera lui-même ultérieurement), et est enfin élu secrétaire de la commission pédagogique de la FEN. Il cesse d'exercer ses mandats syndicaux au moment où il prend la direction de la Fédération Léo-Lagrange, mais reste syndiqué.

## Parcours politique

### Débuts en politique
En 1966, il devient secrétaire général adjoint de la Section française de l'Internationale ouvrière (SFIO). À la suite de la création du Parti socialiste, qui remplace la SFIO en 1969, Guy Mollet lui promet son soutien pour prendre la tête du nouveau parti en échange de la nomination d'un de ses proches au poste de numéro 2, mais Pierre Mauroy refuse et est battu d'une voix par Alain Savary lors du vote du comité directeur. Au congrès d'Épinay deux ans plus tard, il est pressenti pour affronter le premier secrétaire sortant, mais n'arrivant pas à recueillir un nombre suffisant de soutiens de responsables socialistes, il renonce, François Mitterrand l'emportant.
De 1965 à 1971, il est conseiller municipal de Cachan, où il réside. À l'appel d'Augustin Laurent, il entre en seconde position sur la liste électorale du Parti socialiste pour l'élection municipale de 1971 à Lille. Augustin Laurent, réélu, confie deux ans plus tard à son premier adjoint les clefs du beffroi par sa démission le 8 janvier 1973 : Pierre Mauroy devient maire de Lille, après les législatives.
De 1967 à 1973, il est conseiller général dans le canton du Cateau-Cambrésis, reprenant à la droite un canton qui avait été socialiste de 1937 à 1940 et de 1945 à 1961.
Le 11 mars 1973, il est élu député pour le département du Nord. Le 9 janvier 1974, il est élu président de l'établissement public régional qui deviendra le conseil régional du Nord-Pas-de-Calais et son discours d'investiture relaie la frustration de nombreux élus locaux qui jugeaient timide la réforme de 1972 « portant création et organisation des régions ».
En tant que responsable de la puissante fédération socialiste du Nord, il apparaît au côté de François Mitterrand, comme étant le numéro 2 du PS. Après la défaite de la gauche aux élections législatives de 1978, il œuvre avec François Mitterrand à réformer le parti et à rassembler les socialistes. À partir du congrès de Metz en 1979, il anime l'un des courants minoritaires du parti socialiste, dont la revue est Action socialiste, et s'allie avec Michel Rocard contre François Mitterrand. Mais il change de camp après l'officialisation par Michel Rocard de sa candidature à l'élection présidentielle de 1981. Il est nommé porte-parole de François Mitterrand pour la campagne présidentielle, en octobre 1980.

### Premier ministre

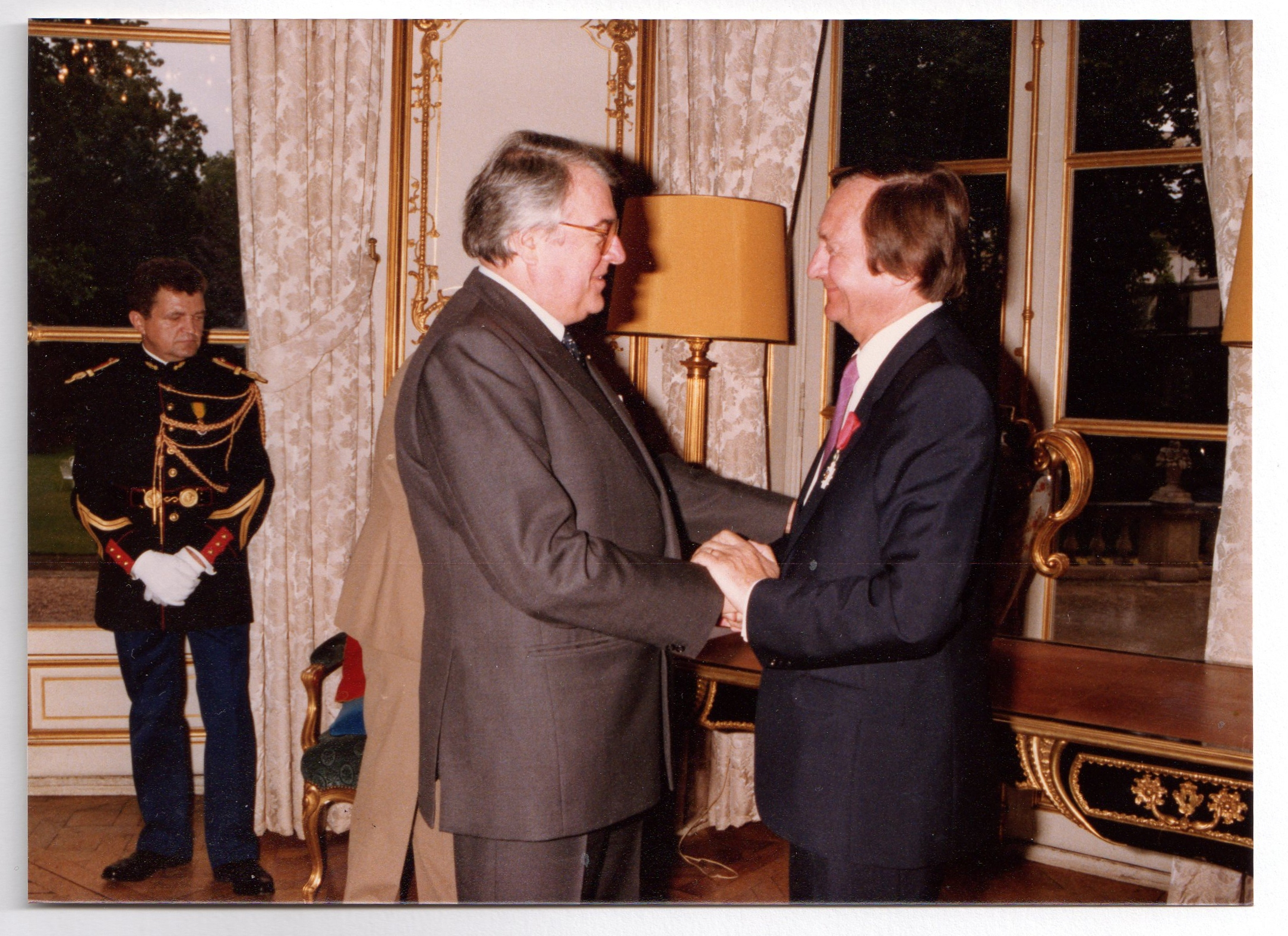
Pierre Mauroy remet la Légion d'honneur au promoteur du tourisme social Jean Faucher en 1983.

Soutien important de François Mitterrand dans le travail d'union de la gauche en 1981, ce dernier, une fois élu président de la République, nomme Pierre Mauroy Premier ministre.
Le deuxième gouvernement Mauroy, formé après les élections législatives de juin 1981, comprend quatre ministres communistes. Il entame une politique marquée à gauche, pour appliquer les promesses de campagne : trente-neuf heures, cinquième semaine de congés payés, augmentation du nombre de fonctionnaires, impôt sur les grandes fortunes, retraite à soixante ans, abolition de la peine de mort, remboursement de l'IVG, réforme des médias. Il est le fondateur des missions locales pour l'insertion professionnelle et sociale des jeunes. 
En 1982, Mauroy a recours à l'article 49.3 de la Constitution pour faire adopter ses projets sur la décentralisation et les nationalisations (loi du 11 février 1982), la loi sur les prix et les revenus de 1982 ainsi que le projet de loi Savary (éducation nationale).
Après les élections municipales de 1983, perdues par la majorité, et alors que les partenaires européens réclament un redressement de la situation économique de la France, François Mitterrand souhaite faire sortir le franc du Système monétaire européen. Pierre Mauroy s'y oppose et obtient gain de cause, formant un troisième gouvernement, le 23 mars 1983. Mais l'incapacité du Premier ministre à résoudre les problèmes de l'inflation et du chômage (+ 1,5 million de chômeurs), ainsi que la crise monétaire, le poussent à abandonner le Programme commun pour mettre en œuvre le « tournant de la rigueur », incarné par le ministre des Finances Jacques Delors, afin de maîtriser les finances de l'État et les problèmes économiques. L'indexation des salaires sur les prix est abandonnée, la réforme de l'enseignement privé est repoussée. Le 17 juillet 1984, François Mitterrand décide de remplacer Pierre Mauroy par Laurent Fabius.

### Premier secrétaire du Parti socialiste
Pierre Mauroy retourne alors dans le Nord, où il possède un poids politique important. Au conseil municipal de Lille, le 17 février 1984, il avait fait voter la construction d'une statue pour le cardinal Liénart, ce qui entraîne un procès médiatique devant le tribunal administratif de Lille. En 1995, il entre en compétition avec le maire de Lyon, à qui il a succédé à Matignon en 1981, Raymond Barre, dans la désignation de la ville française candidate pour l'organisation des Jeux olympiques d'été de 2004. Lille est finalement préférée à Lyon par le Comité national olympique et sportif français (CNOSF) le 7 novembre 1995,,.
En mai 1988, il devient premier secrétaire du Parti socialiste contre l'avis de François Mitterrand, qui soutenait la candidature de Laurent Fabius. Reconduit après le congrès de Rennes de 1990, très mouvementé, il quitte ses fonctions le 9 janvier 1992.

### Président de l'Internationale socialiste et sénateur
Pierre Mauroy dirige l'Internationale socialiste de 1992 à 1999. Durant sa présidence, l'organisation passe de 101 à 170 membres après l'effondrement du bloc de l'Est et le ralliement de partis d'Amérique latine, d'Asie et d'Afrique. Le Portugais António Guterres lui succède en 1999.
En septembre 1992, il est élu sénateur dans le département du Nord. Réélu en 2001, il ne se représente pas lors des élections sénatoriales de 2011, mais demeure jusqu'à sa mort président de la Fondation Jean-Jaurès, qu'il a fondée en 1992.

### Retrait progressif de la vie politique

Pierre Mauroy en 2007.

Il passe, en 2001, le flambeau de la mairie de Lille à Martine Aubry, qui était précédemment sa première adjointe, et succède à Roland Ries à la présidence de la Mission opérationnelle transfrontalière.
Le 20 juin 2008, il est mis en examen pour détournement de fonds publics à propos d'un emploi présumé fictif attribué à Lyne Cohen-Solal au sein de la communauté urbaine de Lille (CUDL) en 1992. Pierre Mauroy, son ancien directeur de cabinet Bernard Masset et Lyne Cohen-Solal sont renvoyés devant le tribunal correctionnel de Lille le 3 mai 2010 et leur procès s'ouvre le 3 décembre suivant. Le parquet requiert une relaxe générale mais le 4 février 2011 Pierre Mauroy est condamné à 20 000 euros d’amende avec sursis pour abus de confiance et doit, avec Lyne Cohen-Solal et Bernard Masset, rembourser 19 654 euros à la CUDL,.
Après avoir soutenu Ségolène Royal en vue de l'élection présidentielle de 2007, il se prononce pour Martine Aubry dans le cadre de la primaire socialiste de 2011. Il soutient par la suite le candidat vainqueur de cette primaire, François Hollande, dont il regrette de ne pas pouvoir participer à la campagne, notamment à la suite de son hospitalisation pour une tumeur cancéreuse au poumon,.

### Mort et hommages

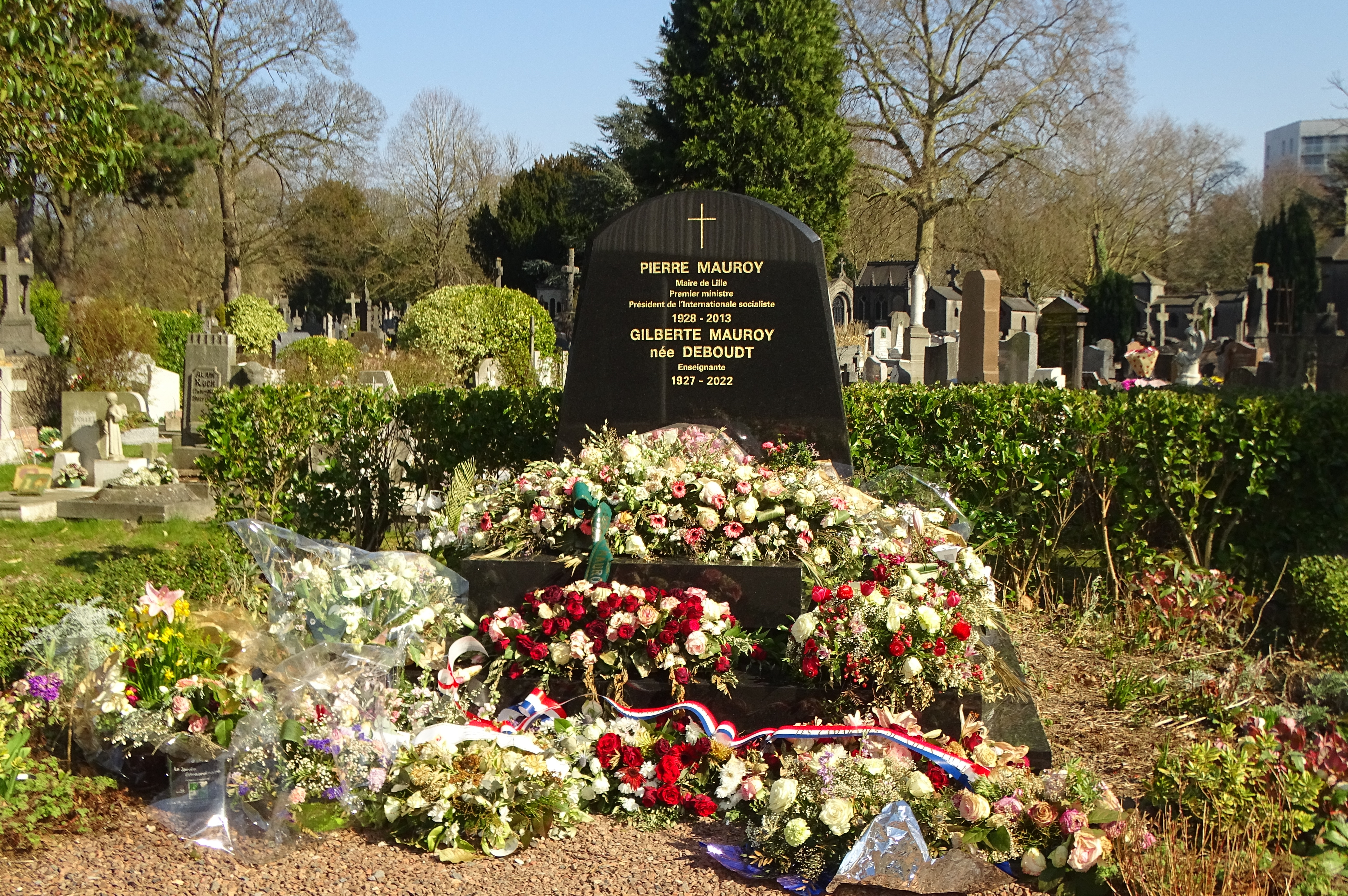
La tombe de Pierre Mauroy et de son épouse à l'entrée du cimetière de l'Est à Lille (Nord).

Il meurt des suites d'un malaise lié au traitement d'un cancer le 7 juin 2013, à l'hôpital d'instruction des armées Percy, à Clamart (Hauts-de-Seine),,.
Le 11 juin suivant, un hommage national a lieu aux Invalides, à Paris, en présence du président de la République, François Hollande, avant ses funérailles à Notre-Dame de la Treille et son inhumation à l'entrée du cimetière de l'Est à Lille, le 13 juin.
Le 21 juin 2013, le Grand Stade de Lille Métropole est rebaptisé Stade Pierre-Mauroy, bien que Pierre Mauroy se soit initialement opposé à la construction du Grand Stade, lui préférant un projet de stade plus modeste. Le 7 juin 2022, France Bleu Nord annonce que le stade devrait s'appeler durant cinq ans Decathlon Arena selon la pratique du naming, l'appellation « stade Pierre-Mauroy » demeurant en dessous du nom publicitaire.
Une rue Pierre-Mauroy existe à Paris, ainsi qu'à Lille.

## Détail des mandats et fonctions

### Fonctions ministérielles
- 21 mai 1981 – 17 juillet 1984 : Premier ministre (voir gouvernement Pierre Mauroy I, II et III)

### Mandats parlementaires
- 2 avril 1973 – 23 juillet 1981 : député pour la deuxième circonscription du Nord
- 17 juillet 1979 – 6 mars 1980 : député européen
- 2 avril 1986 – 14 mai 1988 : député pour le département du Nord
- 23 juin 1988 – 2 octobre 1992 : député pour la première circonscription du Nord
- 2 octobre 1992 – 1er octobre 2011 : sénateur du Nord

### Mandats régionaux
- 1986-1988 : conseiller régional du Nord-Pas-de-Calais
- 1974-1981 : président du conseil régional du Nord-Pas-de-Calais

### Mandats locaux
- 1965-1971 : conseiller municipal de Cachan (Val-de-Marne)
- 1967-1973 : conseiller général du Nord, élu dans le canton du Cateau-Cambrésis, et vice-président du conseil général du Nord
- 1971-2008 : conseiller municipal de Lille
- 1971-1973 : premier adjoint au maire de Lille
- 1973-2001 : maire de Lille
- 1989-2008 : président de la communauté urbaine de Lille Métropole
- 2001-2013 : maire honoraire de Lille

### Autres responsabilités
- 1963-1961 : membre du comité directeur de la SFIO
- 1965-1968 : membre du comité exécutif de la fédération de la gauche démocrate et socialiste
- 1966-1971 : secrétaire général adjoint de la SFIO
- 1971-1979 : Premier secrétaire de la fédération du Nord du Parti socialiste
- 1984-1992 : président de la Fédération mondiale des cités unies
- 1988-1992 : Premier secrétaire du Parti socialiste
- 1992-2013 : président de la Fondation Jean-Jaurès
- 1992-1999 : président de l'Internationale socialiste
- 2004-2013 : président des communautés urbaines de France
- 2008-2009 : membre du Comité pour la réforme des collectivités locales

## Distinctions

### Distinctions et décorations françaises
- Grand officier de la Légion d'honneur en 2008 en tant qu'ancien Premier ministre[30], chevalier de l'ordre national de la Légion d'honneur avant 1981.
- Grand-croix de l'ordre national du Mérite, en 1981 en tant que Premier ministre[31].
- « Élu local de l'année 1993 » le 14 décembre 1993
- « Marianne d'Or 1995 » pour l'opération Euralille le 11 mai 1995
- « Écharpe d'or de la sécurité routière 1995 » au nom de la Communauté urbaine de Lille (remise en février 1996)

### Décorations étrangères
- Croix de grand commandeur de l'ordre du Mérite (République fédérale d'Allemagne)
- Médaille commémorative (Amérique latine)
- Grand officier de l'ordre Libertador San Martin  Argentine
- Chevalier de l'ordre de Léopold  Belgique
- Commandeur de l'ordre de la Couronne  Belgique
- Grand-croix de l'ordre Bernardo Higgins  Chili
- Grand-croix du Lion de Finlande  Finlande
- Chevalier grand-croix de l'ordre du Mérite de la République italienne  Italie
- Grand cordon de l'ordre du Cèdre  Liban
- Ordre du mérite (Pologne) Pologne
- Grand-croix de l'ordre militaire du Christ  Portugal
- Officier de l'ordre national du Québec  Canada
- Grand-croix de l'ordre du Lion  Sénégal
- Grand cordon de l'ordre de la République  Tunisie

## Surnoms
Pierre Mauroy était surnommé « Gros Quinquin » en référence à la célèbre chanson nordiste du P'tit Quinquin, ou le « rougeaud de Lille » en référence à son teint rubicond, jeu de mots sur « Rouget de Lisle ».

## Ouvrages de Pierre Mauroy
- Héritier de l'avenir, 1977.
- C'est ici le chemin, 1982.
- Lille l'Européenne, Service Communication et information municipal de la ville de Lille.
- À gauche, Marabout, 1985.
- Lettre à tous les Français, supplément no 28 du 13 avril, chez l'auteur, 1988.
- Paroles de Lillois, 1994.
- Léo Lagrange, Denoël, 1997.
- Refonder l'action publique locale, rapport au Premier ministre, 2000. Ce rapport, établi dans le cadre de la Commission pour l'avenir de la décentralisation, propose une réforme de l'organisation des pouvoirs locaux.
- Mémoires - Vous mettrez du bleu au ciel, 2003.
- Ce jour-là, Michel Lafon, 2012